# 那彥成

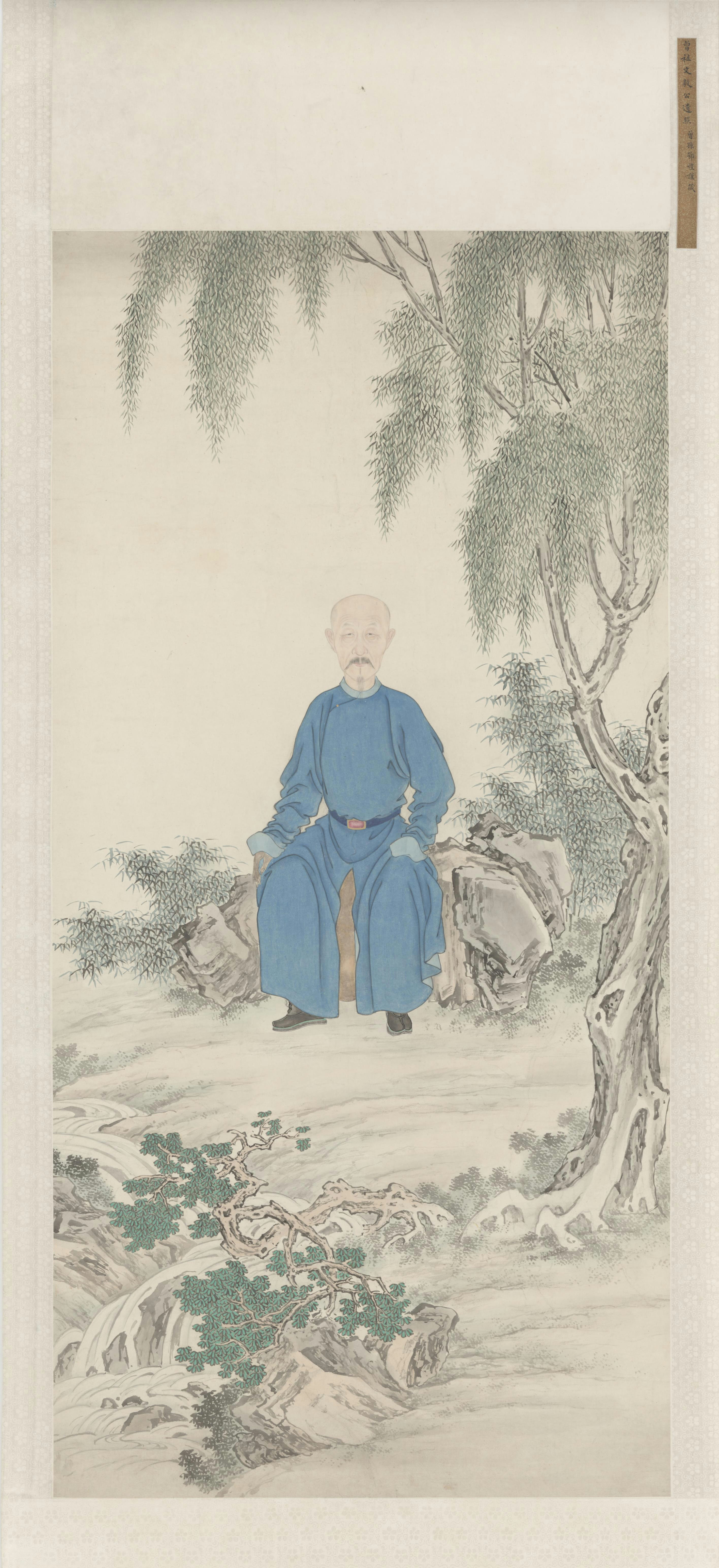
那彦成肖像（北京故宫博物院藏）

那彥成（1764年—1833年），字韶九，一字東甫，號繹堂，章佳氏，家族原隶正蓝旗满洲，后属滿洲正白旗人，乾隆年間重臣阿桂孫，父親阿思達為总督，三歲喪父，由母親那拉氏撫養長大，清朝政治人物。
乾隆五十三年举人，五十四年联捷進士，授翰林院編修，入值南書房。歷任內務府大臣、工部尚書、禮部尚書、兩廣總督、陝甘總督、直隸總督、吏部尚書、刑部尚書。

## 生平
嘉慶三年，任內閣學士兼軍機大臣。四年，以欽差大臣赴陝西督辦軍務，鎮壓白蓮教。後以畏怯無能，被召回降職。十年，奉旨接替倭什布擔任兩廣總督。十四年，補陝甘總督。十八年，任欽差大臣，鎮壓河南李文成起義軍，封子爵。嘉慶十九年七月六日，直隸總督那彥成（1764－1833）奏報有匿名揭帖控告獻縣知縣張翔（嘉慶十三年進士，1782－1854）為林清同夥一案，奉旨派員慎密查報，並回覆奏報相關具體情況。
道光七年（1827年），新疆发生张格尔叛乱，那彦成因熟悉新疆情况，不时受到道光帝的召见與詢問。道光七年，張格爾亂平，惟「首逆」張格爾仍在逃，那彥成受命前往辦理善後。那彥成剛到喀什噶爾，意在收抚布鲁特以全面孤立浩罕，更提議將浩罕留居內地的僑民，一概驅逐，且沒收其財產。道光九年，道光帝以為內外安寧，便召那彥成、楊芳二人回京。道光十年（1830年）新疆亂事又起，張格爾之兄玉素普入侵，長齡再次奉命出征，並認為是那彥成處理浩罕禁絕貿易不善所引起。新疆二次善後，宣宗以「辦理不善」為由，將那彥成撤職查辦。
道光十三年卒，諡文毅。
著有《阿文成公年譜》。

## 家庭
- 始祖穆都巴顔。“章佳氏穆都巴顔，初居長白山俄穆和蘇魯地方。……後其五子又各居一地，長子扎克丹巴顔遷費雅郎阿地方，次子章庫始遷馬兒墩章佳地方，再遷穆奇倭赫昂巴等地方，第三子輝色遷宜漢阿拉地方，第四子薩穆什庫遷牡丹村地方，第五子𤓰喇遷舍倫村地方”（据《八旗滿洲氏族通譜》卷40）。
- 世祖扎克丹巴顏。胞弟章庫，其曾孙镶黄旗满洲遜扎齊，后代有康熙帝敬敏皇貴妃（怡賢親王胤祥生母）家族。胞弟輝色，后代有镶黄旗满洲、雍正癸丑進士尹繼善家族。
- 世祖瑚魯瑚昌吉鼐(又爾扈常額尼）。“瑚魯瑚昌吉鼐，正藍旗人，穆都巴顔長子扎𠑽丹巴顔之子也，原居長白山俄漠和蘇魯，繼遷費雅郎阿地方，國初來歸。其元孫庫岱原任佐領，阿思哈原任三等䕶衞”（据《八旗滿洲氏族通譜》卷40）。
- 世祖爾吉巴克什。
- 世祖都護巴顏。
- 太高祖雅爾泰。
- 高祖阿思哈，原任三等䕶衞。
- 曾祖康熙四十八年（1709年）己丑科联捷進士、刑部尚书文勤公阿克敦，著《德蔭堂集》十六卷坿年譜（曾孙那彦成于嘉庆丙子年（1816）重刊）。
- 祖父阿桂，一等誠謀英勇公、武英殿大学士兼首席軍機大臣。家族从此改隸正白旗满洲。
- 父阿思達，三等子，內大臣，陝甘、兩廣、直隸總督。胞兄成都將軍、世襲一等誠謀英勇公阿迪斯；其子那彥堪，娶索綽絡氏（父内务府正白旗满洲、長蘆鹽政、江寧織造觀豫，祖父乾隆二年丁巳恩科进士觀保）。
- 母那拉氏（納喇氏）[1]，其父正黃旗滿洲、刑部尚書、荊州將軍德福（烏拉納喇氏），祖父散秩大臣兼佐領五格，祖姑母烏拉納喇氏封雍正帝之孝敬憲皇后，曾祖内大臣費揚古 (烏喇那拉氏)。
- 胞姊章佳氏，嫁榮恪郡王綿億（父榮純親王永琪、乾隆帝第五子，母索綽絡氏（父乾隆二年丁巳恩科进士觀保））。
- 原配愛新覺羅氏（父奉恩輔國公弘曧，祖父莊恪親王允祿(康熙帝第十六子））；继妻愛新覺羅氏（父西安將軍、陝甘總督、正白旗宗室恆瑞）。
- 儿容安，世襲三等子爵，伊犁參贊大臣、伊犁將軍。
- 女儿章佳氏，分别嫁道光壬辰恩科進士、正蓝旗宗室惠霖（又惠林）（胞兄嘉慶己巳恩科進士宗室瑞林，父奉恩輔國公晉昌），鑲黃旗滿洲富察氏聯豐（父廣西左江道重倫，胞叔陝西綏遠鎮总兵和倫，祖父山西巡撫明興，祖伯父三等襄勇侯明亮 (清朝)；胞姊富察氏嫁多羅貝勒奕綺），镶黄旗满洲、山東知府費莫氏岳齡（父乾隆辛丑科進士清安泰），内务府正黄旗蒙古、嘉慶辛未科進士伍堯氏桂馨（父乾隆四十五年（1780年）恩科進士法式善；继妻索綽絡氏，乾隆五十八年（1793年）癸丑科進士英和之女）。
- 孙儿慶廉 (道光進士)，道光十六年（1836年）进士；妻鈕祜祿氏。女一章佳氏，嫁内务府正白旗汉军、湖北荆州府知府李恆琛；他们的女儿李寶蘩 (字伯祁)，嫁内务府正黄旗汉军、光绪十五年己丑（1889）進士楊鍾羲。女二章佳氏，嫁光緒六年进士、镶蓝旗宗室溥良。

## 延伸阅读
[在维基数据编辑]
 《清史稿·卷367》，出自趙爾巽《清史稿》
 在维基共享资源阅览影像